# Kokoreç

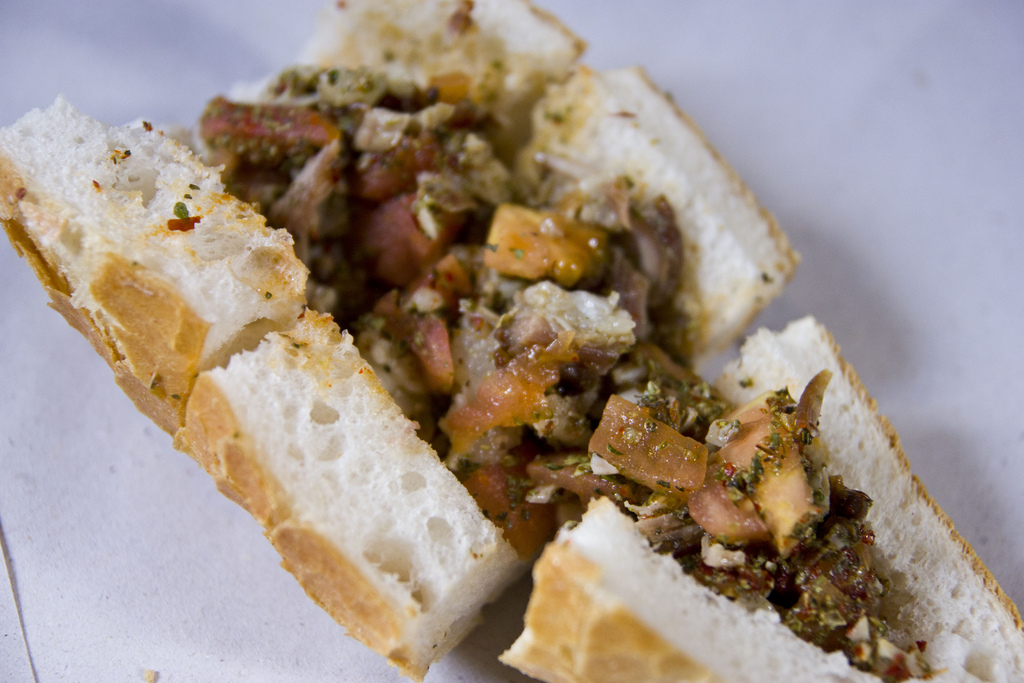
Kokoreç zubereitet nach Istanbuler Art.

Kokoretsi (griechisch Κοκορέτσι) oder Kokoreç (türkisch) ist ein Gericht vom Balkan und aus Kleinasien, es besteht aus kleingeschnittenen, gegrillten bzw. gebratenen Lamm-Därmen. Es wird sowohl als Imbiss im Baguette (francala) als auch auf dem Teller mit Beilagen serviert als Hauptmahlzeit gegessen.

## Herstellung
Nach sorgfältiger Reinigung werden die Därme spulenartig auf Spieße gewickelt. Der Kern einer solchen Darmrolle und die Zwischenlagen bestehen aus Lammfett, um eine Austrocknung der Speise beim Grillen oder Braten zu verhindern.

## Zubereitung

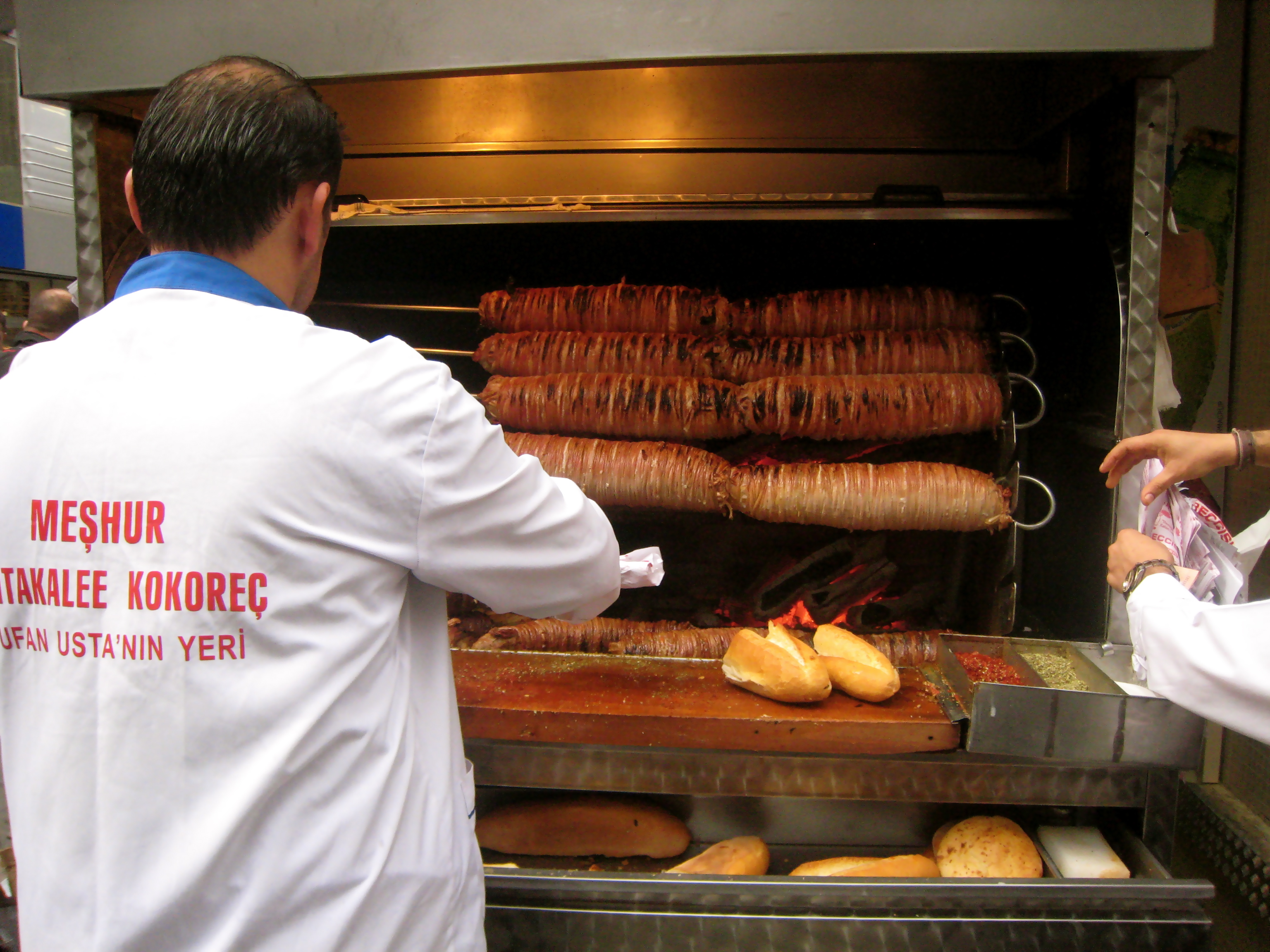
Mehrere Kokoreç-Rollen werden in einem Istanbuler Restaurant auf Holzkohle gegrillt.

Kokoreç wird entweder zerkleinert auf dem heißen Blech gebraten oder aber öfter in größeren Restaurants traditionellerweise auf einem waagerechten Spieß aufgerollt und in einem speziellen Grill, der meistens mit Holzkohle befeuert wird, drehend gegrillt.
Die am häufigsten verwendeten Gewürze sind Salz, Pfeffer, Thymian, Kreuzkümmel und scharfes Paprikapulver oder grob gehackte Paprikaflocken. Der Kokoreç wird in kleinen Stücken auf dem Teller oder in einem halben oder viertel Brotlaib serviert.

## Beilagen
Als Getränk in Begleitung zu Kokoreç wird traditionell entweder ein scharfer Rübensaft, welcher in der Türkei Şalgam genannt wird, oder aber auch Ayran bevorzugt. Als Beilage werden auf Wunsch scharfe Torschi (in Essig eingelegte grüne Peperoni) oder anderes Sauergemüse (siehe auch: Mixed Pickles) gereicht.

## Herkunft und Etymologie

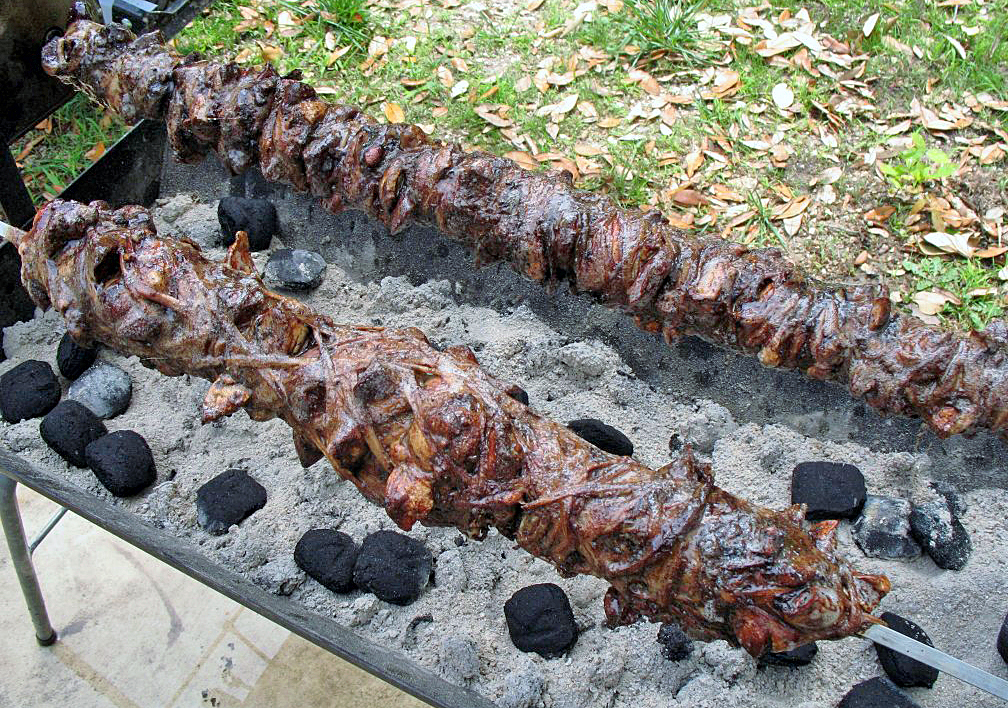
Griechische Kokoretsi auf einem einfachen Holzkohle-Grill

Die Herkunft von Kokoreç bzw. die Etymologie des Wortes kann heute nicht mehr zweifelsfrei geklärt werden. Es wird ebenso in verschiedenen Balkan-Ländern zubereitet. In Griechenland ist beispielsweise eine ähnliche Form als Kokoretsi bekannt, in Nord-Makedonien als mazedonisch Кукурек Kukurek.
Bereits in der byzantinischen Küche war ein identisches Gericht als πλεκτήν Plektén, κοιλιόχορδα Koilióchorda oder χορδόκοιλα Chordókoila bekannt.
In der serbischen Sprache bedeutet das Wort Kukuruz Mais, was auf die ähnliche Form der Kokoreç-Rollen hindeuten könnte. Ebenso verhält es sich in vielen anderen slawischen Sprachen, so etwa russisch Kukuruza oder polnisch Kukurydza.